# Кантрелл, Ребекка
Ребекка Кантрелл — писательница, автор бестселлеров New York Times и USA Today. Сейчас проживает со своим мужем и сыном в Берлине.

## Творчество
Её романы выигрывали международный конкурс писателей триллеров, Mystery Readers International и премию Брюса Александера. Её произведения были номинированы на Барри, the RT Reviewers Choice, APPY, the GoodReads Choice award. Она опубликовала девять романов, переведенных более чем на десять различных языков.
Серия детективных романов о журналистке Ханне Фогель посвящена расследованиям преступлений в Германии в период прихода нацистов к власти; наряду с вымышленными персонажами в ней фигурируют реальные исторические лица и события («Хрустальная ночь», Олимпийские игры 1936 года в Берлине). Ханна становится британской шпионкой, и, расследуя убийства, раскрывает зловещие замыслы нацистов. Преступления, совершенные отдельными людьми, раскрывают преступную сущность нацистского режима.

## Книги

### Серия Ханны Фогель
1. A Trace of Smoke (Forge Books, 2009)
2. A Night of Long Knives (Forge Books, 2010)
3. A Game of Lies (Forge Books, 2011)
4. A City of Broken Glass (Forge Books, 2012)

### Орден сангвинистов (в соавторстве сДжеймсом Роллинсом)
- «Город криков» (2012)
- «Кровавое Евангелие» (2013)
- «Братья по крови» (2013)
- «Невинные» (2013)
- «Адская кровь» (2015)

### Серия Джо Теслы
- «Подземный мир» (2013)
- «Наследство Теслы» (2015)
- «Химия смерти» (2015)

### Другие публикации
- «On the Train» (short story in First Thrills: High-Octance Stories from the Hottest Thriller Authors, ed. Lee Child; Forge Books, 2010)
- «The World Beneath: A Joe Tesla Novel» (self-published, 2013) — победитель в международном конкурсе писателей триллеров (http://thrillerwriters.org/programs/thriller-awards/ Архивная копия от 16 июля 2017 на Wayback Machine)